# Comercio de pieles en Siberia

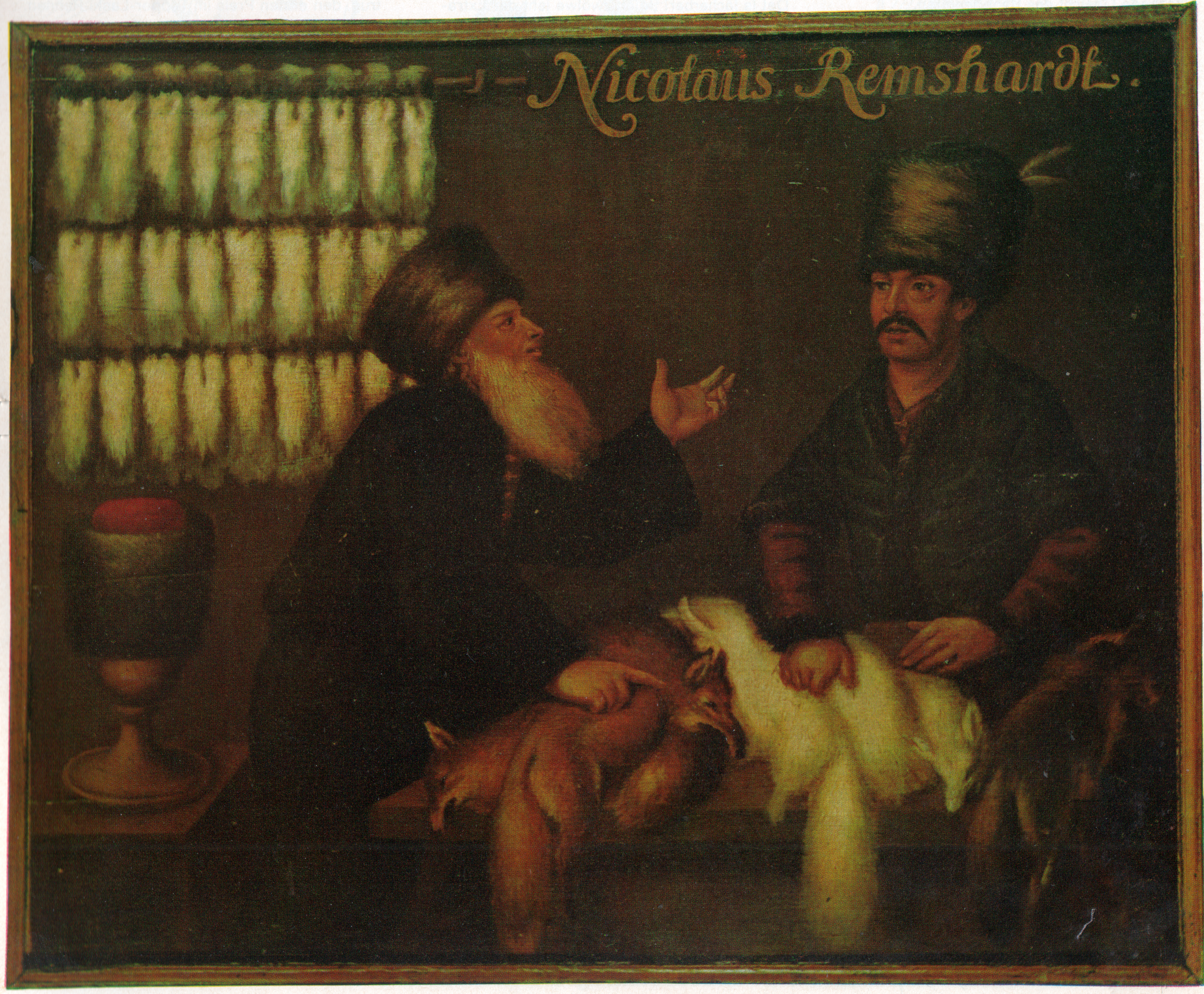
Comerciante de pieles siberianas en la feria de Leipzig, Alemania (primer tercio del).

El Comercio de pieles en Siberia es un intercambio que se ocupa de la recolección, compra y venta de valiosas pieles de animales procedentes de Siberia. El comercio de pieles de Siberia se expandió a partir del comercio localizado, y las pieles de Siberia se comercializan ahora en todo el mundo. Este comercio tuvo un impacto significativo en el desarrollo de Siberia a través de la exploración y la colonización. El comercio de pieles también precipitó una disminución en el número de animales de peletería y resultó con la conquista de Siberia por parte de Rusia.
Tradicionalmente, los siberianos cazaban como medio de subsistencia y únicamente utilizaban la piel de los animales que cazaban y consumían como guantes y sombreros. La práctica de cazar animales para la obtención de pieles comenzó después de la llegada de los rusos a Siberia, convirtiéndose rápidamente en el tipo más valioso y popular de pieles siberianas, y todavía hoy en día mantiene la distinción.
El comercio de pieles de Siberia comenzó en el siglo XVI, alcanzó su punto álgido en el siglo XVII y continúa hasta la actualidad. Si bien la marta siempre ha sido la piel más codiciada de Siberia, también se han incluido una gran variedad de pieles de animales que se utilizan para una diversidad de productos, en su mayoría ropa. Algunas de las regiones peleteras más ricas de Siberia son Yakutia, la península de Kamchatka y el mar de Ojotsk.
La familia Stróganov, ricos capitalistas mercantes con amplios recursos e influencia en Rusia, desempeñaron un papel importante en el desarrollo del comercio de pieles en Siberia. Los Stróganov poseían varios terrenos en Siberia y obtuvieron grandes ganancias con el comercio de pieles en estas tierras. La familia Stroganov abrió el camino hacia este comercio en Siberia, que adquirió importancia tanto económica como cultural para Rusia y Siberia.

## Obtención de pieles
Los rusos implementaron varios métodos para adquirir las pieles de los peleteros siberianos: yasak, compra, confiscación, expediciones de caza, comercio con los nativos, y en años muy posteriores, la cría de los más preciados animales peleteros. El yasak era la forma más fácil de recolectar pieles, ya que las pieles eran simplemente exigidas como tributo o impuesto a los nativos siberianos. Los exploradores y cazadores rusos no eran tan hábiles como los nativos siberianos para cazar animales peleteros sin dañar la piel, lo que hizo del comercio con los siberianos la segunda forma más fácil de obtener pieles. Los nativos siberianos sabían cómo matar a los animales sin arruinar el pelaje.

### Yasak (tributo de pieles)

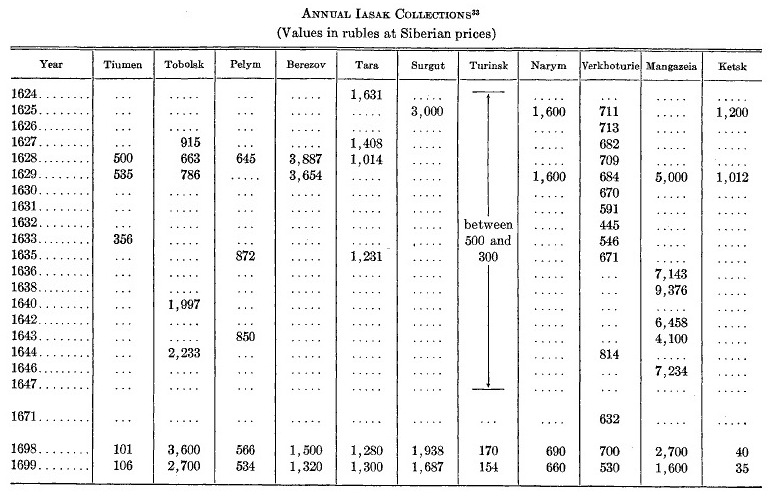
Este gráfico muestra las colecciones anuales de «yasak» durante el, divididas por los pueblos nativos de Siberia.

Yasak, también conocido como Iasak, se refiere al impuesto a la piel que los nativos de Siberia fueron obligados a pagar al gobierno zarista de Rusia. Los rusos establecían campamentos de invierno conocidos como zimovya mientras esperaban a que los siberianos cazaran y pagaran sus impuestos en pieles. A cambio, se prometió a los siberianos que podrían recurrir al gobierno ruso en busca de protección. Si una tribu, comunidad o individuo nativo no cumplía con el impuesto o de otra manera se resistían, se enfrentarían a las redadas cosacas respaldadas por el gobierno.
El yasak puede ser impuesto a un individuo, a una tribu o a ambos. Todos los hombres entre las edades de dieciocho y cincuenta años estaban sujetos a este impuesto. El tipo de piel y la cantidad de pieles necesarias para este impuesto variaban, dependiendo de la disponibilidad de las pieles. Por ejemplo, a principios del siglo XVII, el yasak podía tener entre cinco y veintidós martas por hombre, pero a mediados del siglo XVII se redujo a tres pieles de marta debido a la disminución de la población de martas. En 1601, los recaudadores de impuestos rusos del distrito de Verjoturie recolectaban unas diez martas al año de cada hombre casado y cinco martas al año de cada soltero. Los funcionarios que recogían el tributo yasak también exigían pieles extras como «regalos». Las pieles de zorro, ardilla y armiño también fueron aceptadas como yasuk después de que las poblaciones de marta comenzaron a declinar debido a la caza excesiva. En lugar de una piel de marta, se aceptó lo siguiente como su equivalente: una piel de zorro, de glotón (pariente de la marta) o de nutria; dos pieles de zorro azul; dieciséis pieles de zorro polar; o cien pieles de ardilla. El gobierno ruso decidió la cantidad de otras pieles que eran equivalentes a la piel de marta.
En cuarenta años, casi todos los siberianos se vieron obligados a rendir tributo a los rusos. Los comerciantes, cazadores y exploradores rusos llegaron a la costa del Pacífico en 1650 y estaban recolectando tributos de pieles de la mayoría de los nativos a lo largo de la costa.

### Caza y comercio con los nativos

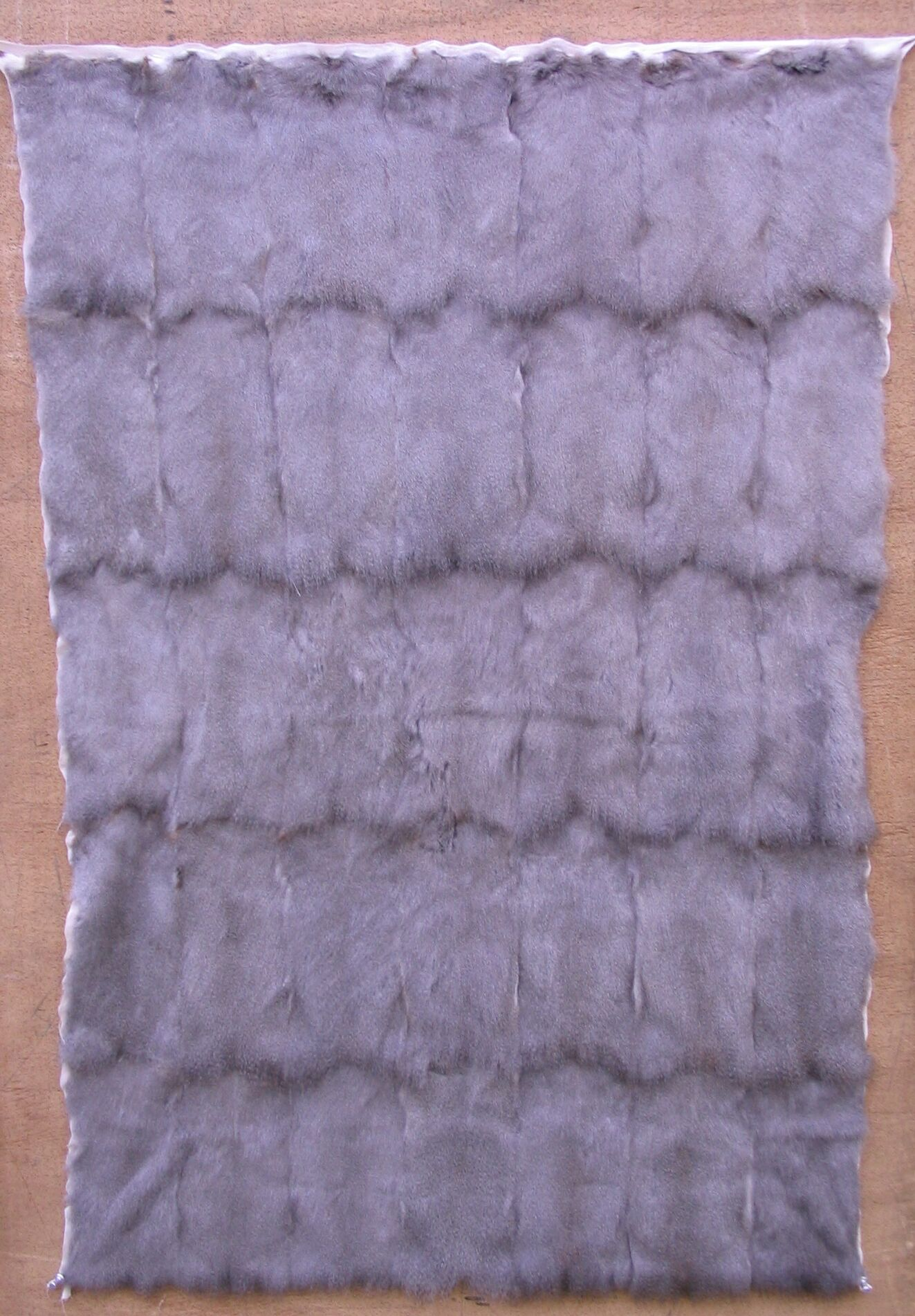
Placa de respaldo de piel de ardilla.

Más allá del yasak, los rusos tenían dos formas principales de obtener pieles siberianas: a través de la caza de los animales mismos o a través del comercio. Los promyshlenniki era el nombre ruso de los pequeños grupos de comerciantes y tramperos rusos que participaron en el comercio de pieles en Siberia. Eran hombres libres que usaban la captura de pieles para ganarse la vida. Trabajaron juntos como un grupo haciendo trampas, recolectando comida y bebida, y construyendo campamentos en el duro clima. Estos grupos dividían uniformemente la piel atrapada entre todos los miembros del grupo. Trabajar así les dio a estos tramperos protección contra los duros inviernos siberianos, los ataques inesperados y otros peligros que podrían encontrar si cazaran en solitario cada año en Siberia. Los hombres estaban infectados con la «fiebre de la piel»", queriendo hacerse ricos como los Stróganov.

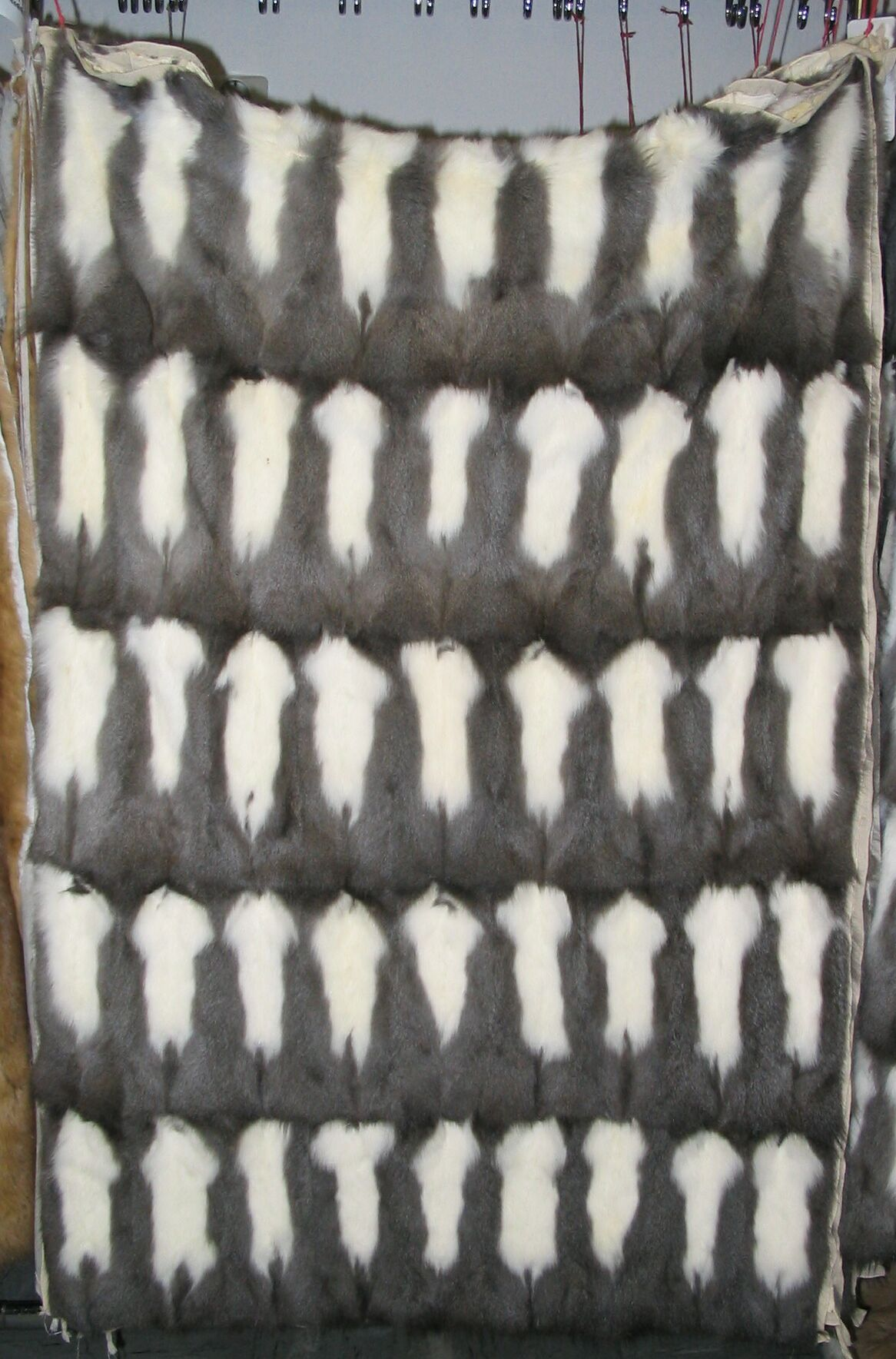
Panzas de pelo de ardilla.

El comercio de pieles de Siberia estaba compuesto por dos tipos principales de comerciantes. Pequeños grupos de comerciantes se enfrentaron a los peligros de la taiga de Siberia para comerciar con los propios nativos, pero muchos más comerciantes se quedaron en Rusia y enviaron agentes para que trabajaran para ellos en Siberia. Tanto los comerciantes independientes como los agentes de los comerciantes en Rusia permanecerían en Siberia entre dos y seis años, dependiendo de la distancia que quisieran viajar, de su suerte en el comercio con los nativos y la captura de los animales, y de la dureza del clima. Entre los artículos que se comercializan con mayor frecuencia se encuentran los artículos de fabricación rusa, como artículos de metal y ferretería, equipos de caza y armas de fuego, y suministros de alimentos y bebidas. Para la mayoría de los nativos, el equipo de caza y los productos de metal eran los artículos comerciales más útiles y codiciados. No hubo supervisión ni reglas para los comerciantes que participaron en el comercio de pieles de Siberia, especialmente en los primeros siglos del comercio. Los siberianos nativos no tenían mucho conocimiento del valor de sus pieles, y los comerciantes rusos comúnmente se aprovechaban de esta ignorancia. Por ejemplo, los hombres comúnmente pagarían por una tetera de cobre con la cantidad de pieles de marta que cabrían dentro de la olla, una pequeña fracción del valor real de las pieles.

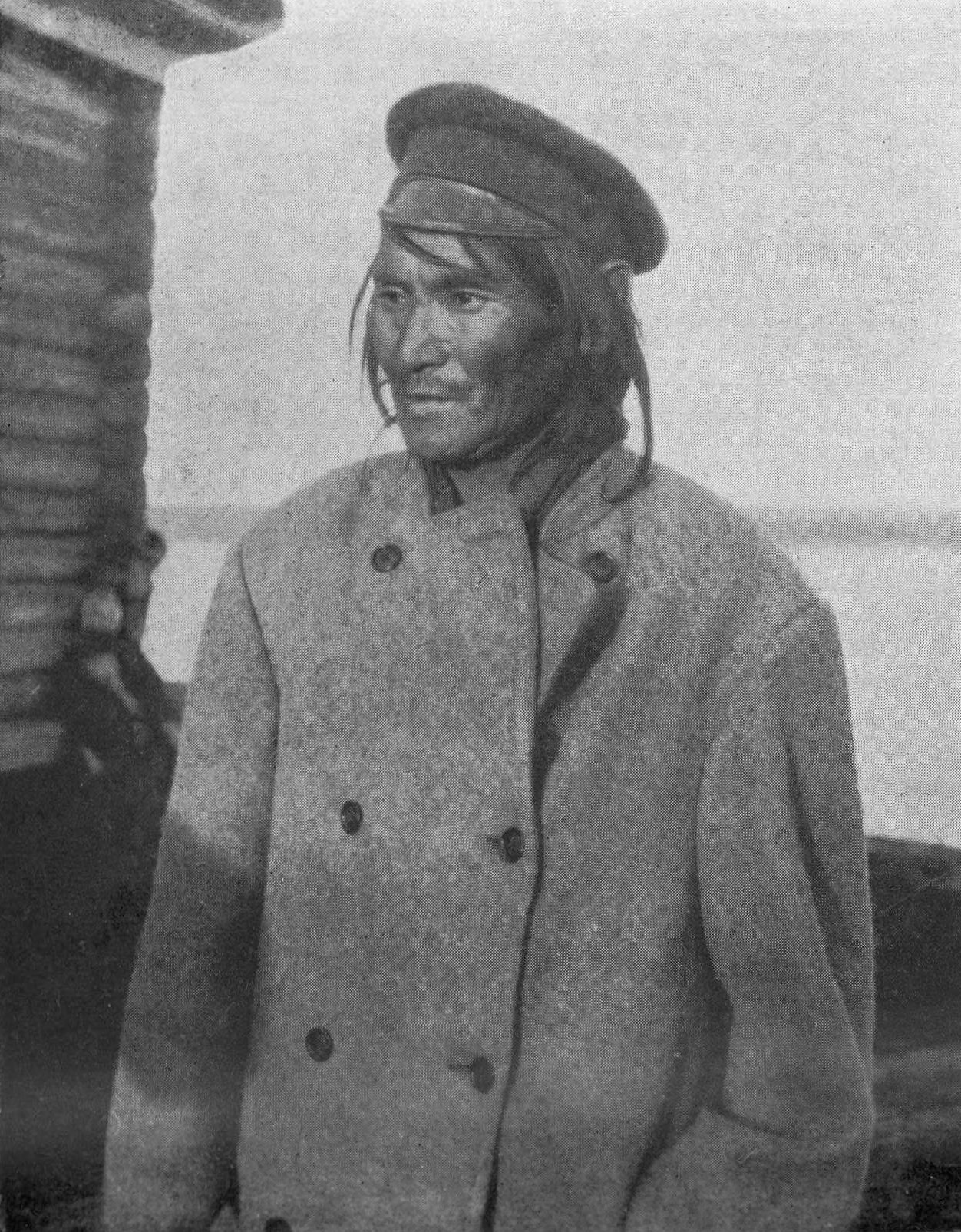
Hombre tungús en Siberia, (1914).

Los comerciantes frecuentemente usaban tácticas de fuerza y terror para recolectar pieles adicionales de los nativos. Por ejemplo, un informe de Okhotosk hablaba de un comerciante que secuestró a todos los niños de los nativos locales tunguses para poder venderlos a sus padres a cambio de una piel de marta cada uno. En algunos casos, los comerciantes tomaban como rehenes a las mujeres y niños nativos y al hacerlo obligaban a los padres, hermanos y esposos a traerles pieles a cambio de la seguridad de sus seres queridos.
Las expediciones de caza de pieles en Siberia se llevaron a cabo principalmente en grupos de entre seis y sesenta hombres basados en pequeñas chozas de campesinos de invierno en la taiga siberiana. Los grupos cebaron trampas de foso con peces o carne para capturar a las marta, y rastrearon a otras presas con redes y perros. Por lo general, pasan hasta seis o siete semanas a la vez cazando. Mientras cazan en tierra, suelen utilizar un equipo de perros entrenados para oler y cazar animales, especialmente a la marta. Los perros fueron entrenados para no matar a los animales; los cazadores temían que los perros destruyeran el precioso pelaje rompiéndolo en pedazos. Los cazadores también utilizaban ocasionalmente perros para recuperar a los animales una vez matados. Por lo general, los cazadores mataban a los animales ellos mismos, haciendo todo lo posible para no dañar las pieles en el proceso.
Los cazadores utilizaban arcos, trampas y redes para capturar y matar a los animales por sus pieles. Los cazadores también seguían las huellas de los animales hasta sus madrigueras y capturaban a los animales a medida que salían. Los mamíferos acuáticos, como las nutrias marinas, también eran cazados por sus pieles. Los cazadores se balanceaban en pequeños kayaks y lanzaban lanzas para matar a los animales acuáticos. Esta habilidad era comúnmente transmitida de padre a hijo y enseñada a una edad temprana.

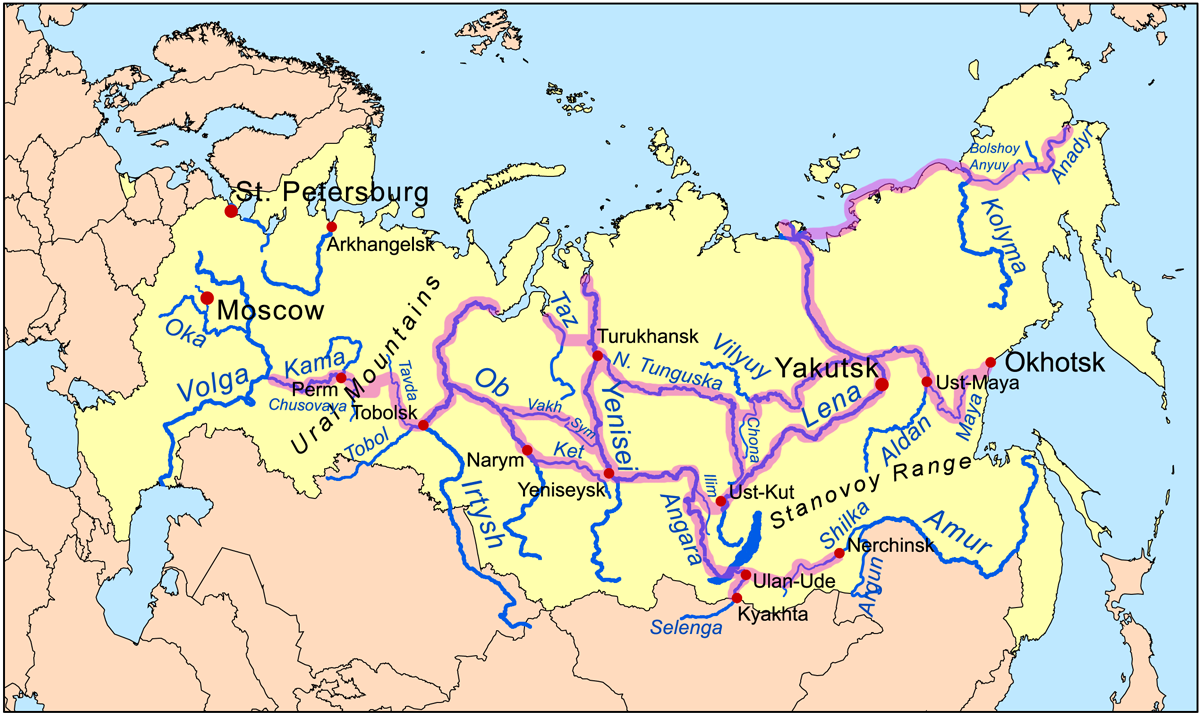
Mapa mostrando todas las rutas fluviales empleadas en la colonización de Siberia.

Pocos cazadores rusos eran tan hábiles con los nativos de Siberia para matar animales sin dañar las pieles, lo que hizo que el comercio fuera el método superior para adquirir estas pieles. La caza también era peligrosa para los participantes - los cazadores se enfrentaban a la posibilidad de enfermedades, accidentes, heridas de animales o enfrentamientos violentos con los pueblos indígenas de Siberia cuando cazaban animales con pieles. En las mejores condiciones, los grupos de caza y comercio que exploraban Siberia únicamente contaban con siete meses después del deshielo primaveral, antes de que el invierno siberiano llevara a los animales a refugios de invierno, que dejaron de cazar durante la temporada. Las primeras rutas tomadas por los comerciantes de pieles eran las grandes vías fluviales de Siberia, ya que las pieles eran más fáciles de transportar por agua que por tierra. Estos ríos conectaban los principales centros de recolección de pieles y permitían un transporte relativamente rápido entre ellos. Las pieles estaban atadas entre dos tablas para el transporte a lo largo de estos ríos, por lo que se las llamaba «tablones».
En el siglo XX, se criaban animales de primera calidad en las granjas. Sin embargo, las pieles más valiosas aún provenían del desierto, porque se creía que los animales criados en granjas no tenían pieles tan lujosas. Las pieles de animales silvestres son las más valiosas porque los climas duros obligaron a los animales a crecer naturalmente en pieles gruesas y cálidas, mientras que las que crecen en granjas no necesitan cultivar una piel tan gruesa para protegerse del clima severo.

## Marta

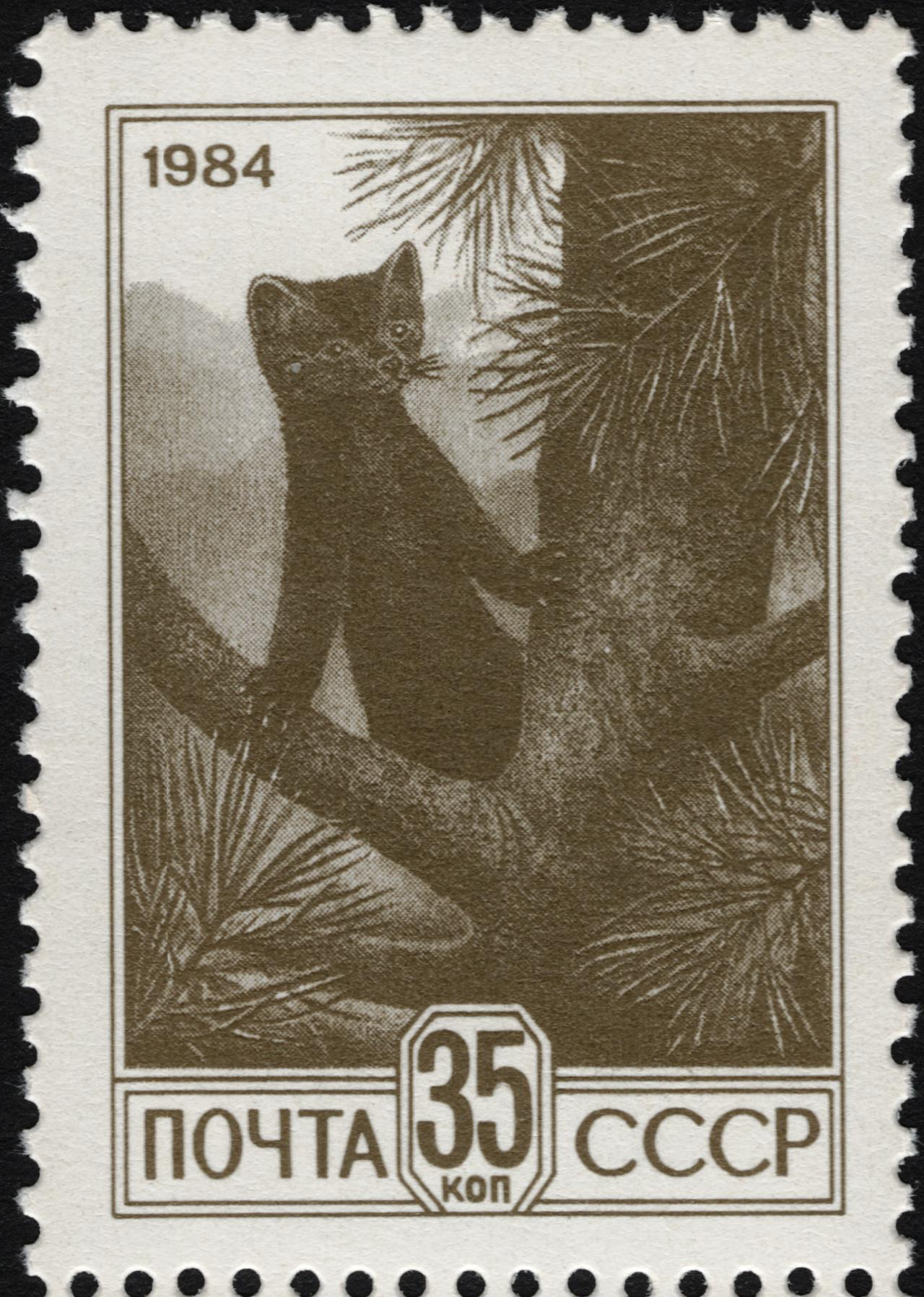
Marta siberiana dibujada en un sello postal de 35 kopeck.

Las martas fueron los primeros animales peleteros en Siberia que interesaron a los rusos. Las martas eran conocidas como el «Vellón de Oro» por su valor extremo, tanto en el mercado local como en el mundial. Una tienda de ropa de pieles describe la piel de marta de la siguiente manera: «Es difícil describir con palabras la piel de marta rusa: casi ingrávida, sedosa, satinada, lustrosa, resplandeciente, brillante, increíblemente bella. Además, es muy cálida y duradera».
La piel de marta sigue siendo la más valiosa del mundo. Las pieles de marta más buscadas en el mundo provienen de la región del río Barguzín en Siberia. La marta es un pequeño mamífero que parece una mezcla entre una comadreja y un gato. Se alimenta de piñones, ratones y ardillas y caza principalmente de noche. Los tonos más oscuros del pelo de marta son los más valiosos.  Junto a la marta, las pieles de zorro siberiano y las pieles de ardilla son las más apreciadas de la región.

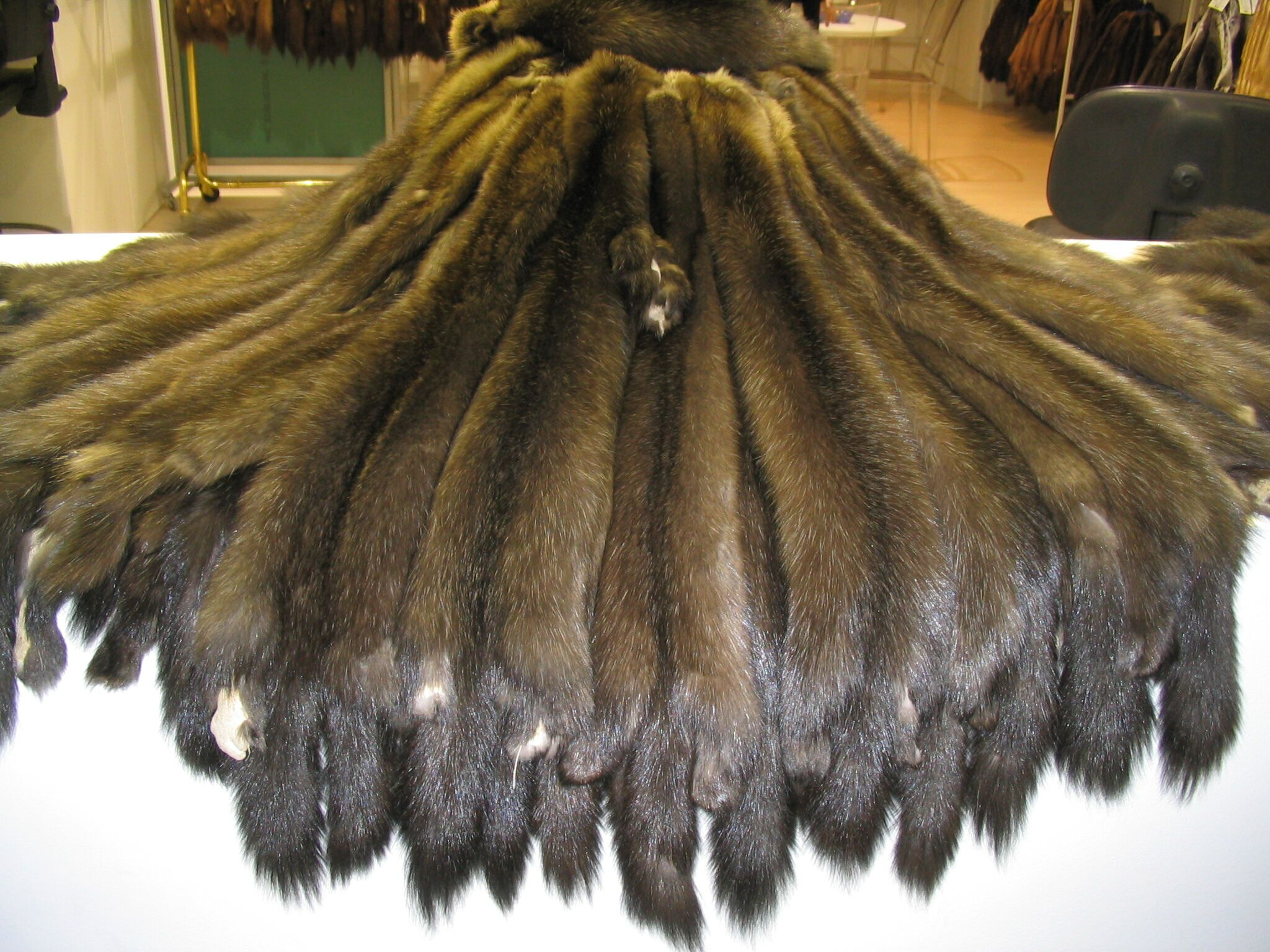
Pieles de Bargusinski (la mejor clase), curtidas.

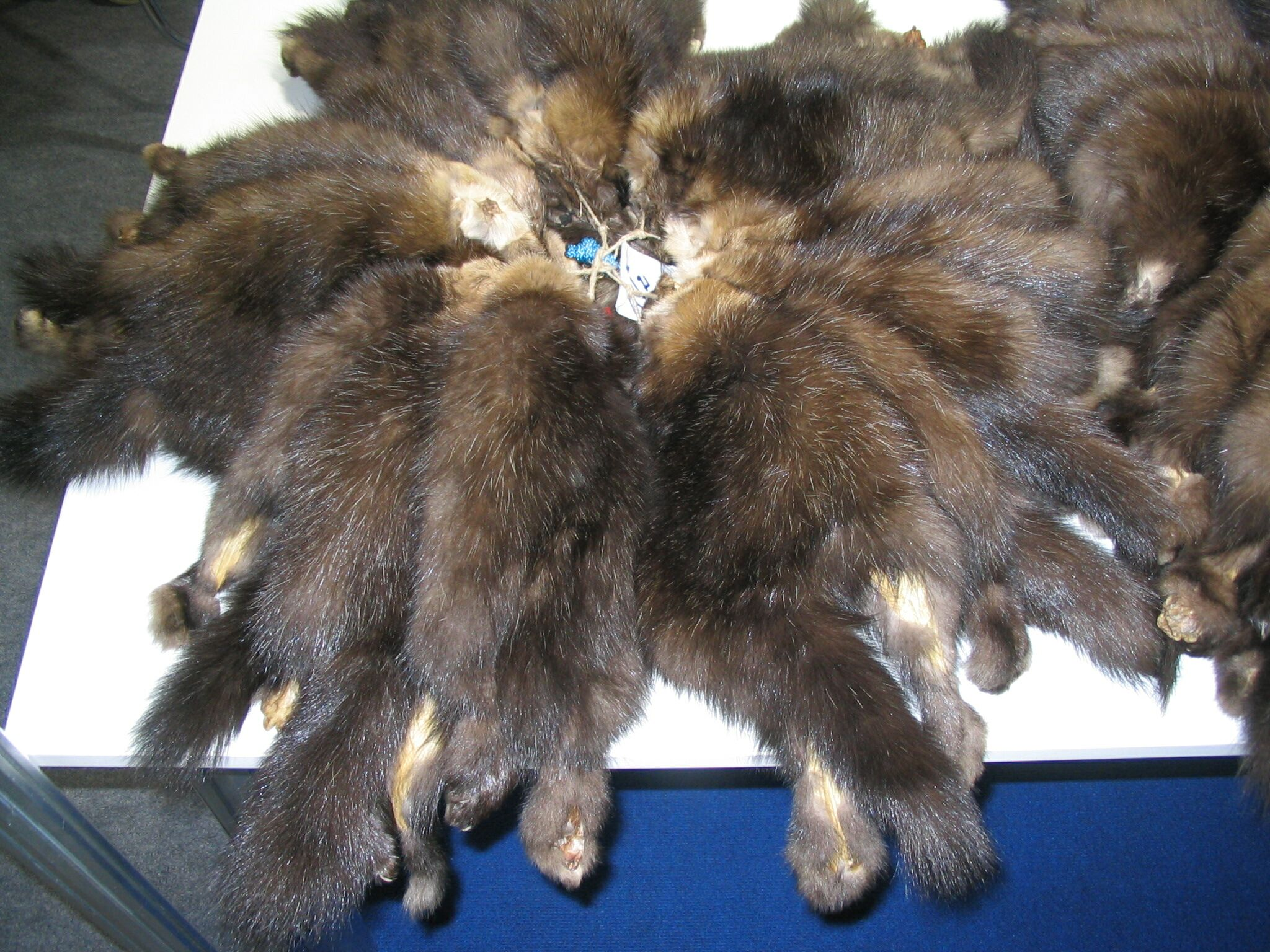
Pieles de Bargusinski en crudo.

Además de la marta, también se cazaban zorros, armiños, castores, ardillas, linces, lobos, conejos, martas, morsas, nutrias de mar y osos polares por sus pieles. La mayoría de estos animales peleteros se encuentran en la taiga siberiana, excepto las nutrias de mar y las morsas que se encontraban en las costas del Pacífico Norte. En tiempos más recientes, la cría de animales de peletería se ha utilizado para criar animales por su piel. Las granjas de zorro plateado se iniciaron en 1936, principalmente en Yakutia. Estas granjas eliminaron algunos de los peligros e incertidumbres de la caza en la naturaleza.
Este comercio de valiosos animales peleteros de Siberia tiene un impacto definitivo en la industria mundial del comercio de pieles. En 1910, las pieles de setenta mil martas, diez veces más que el armiño, cinco millones de conejos y quince millones de ardillas de Siberia representaban casi la mitad de las pieles del mundo.

## Ganancias

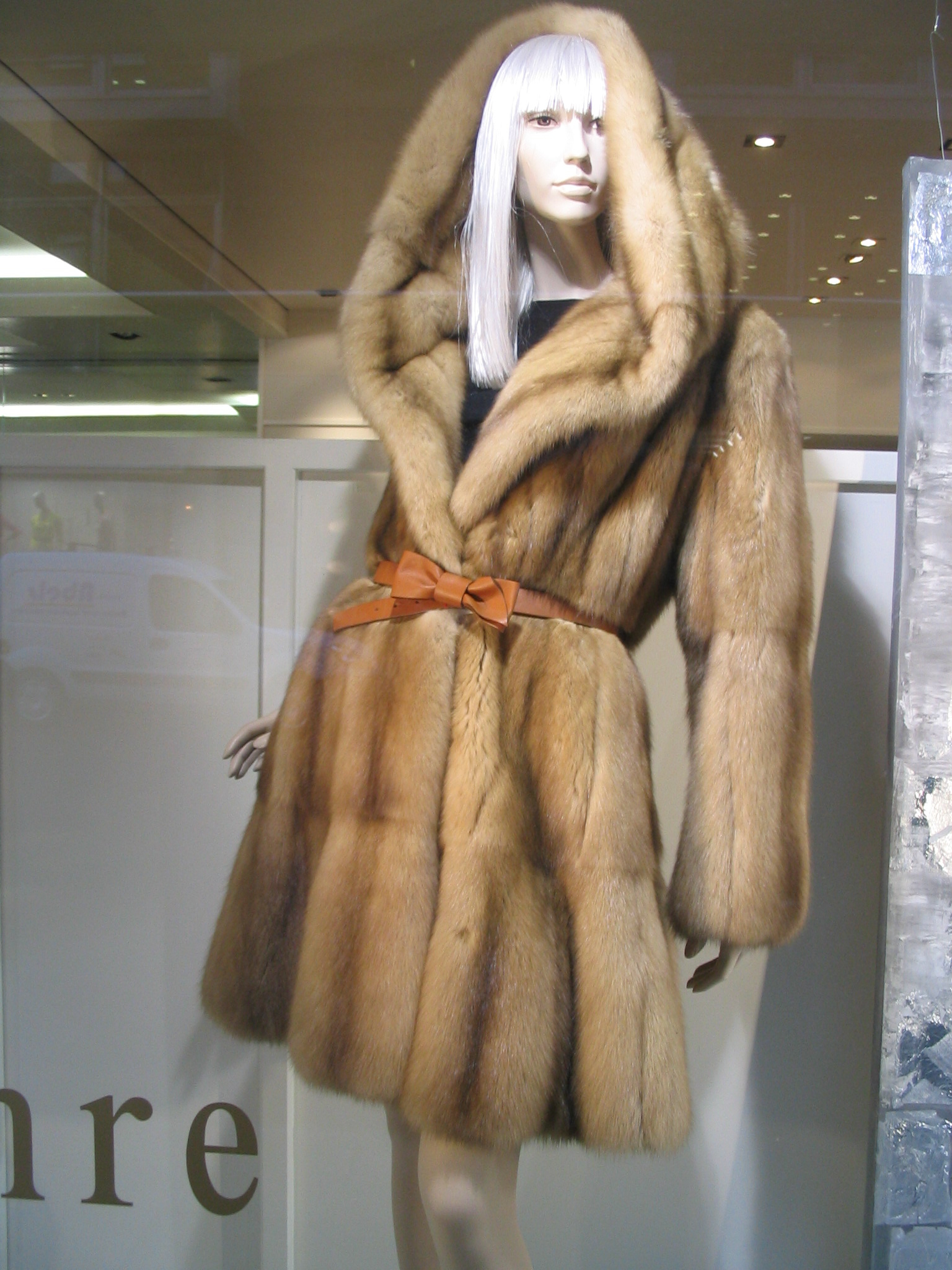
Abrigo de martas rusas.

Las ganancias monetarias del comercio de pieles siberianas eran enormes; las pieles siberianas eran conocidas como «oro blando» porque su valor es comparable al oro real. En total, la industria de la piel de Siberia valía alrededor de  62 millones dólares al año en 1992.
En el siglo XVI, una piel de marta de primera se vendía por diez veces lo que una familia campesina podía ganar en un año, y un zorro negro por diez veces el precio de una marta. Los comerciantes privados vendían anualmente unas 350.000 rublos de pieles siberianas durante el siglo XVII. En comparación, una familia de cuatro campesinos ganaba menos de un rublo al año con 40 acres de buenas tierras de cultivo. Unas cuantas pieles de zorro buenas en 1623 podían comprar cincuenta acres de tierra, una cabaña decente, cinco caballos, diez cabezas de ganado, veinte ovejas, y todavía tener capital sobrante. En los años 90, las pieles de armiño blanco valían 16 rublos, las pieles de ardilla 5 rublos y las pieles de marta 150 rublos. Estas pieles han sido históricamente utilizadas como moneda de cambio, y las capas y sombreros forrados de pieles eran una firma de la realeza rusa.
En el pico del comercio de pieles a mediados del siglo XVII, las pieles siberianas representaban más del diez por ciento de los ingresos totales de Rusia. El gobierno de Rusia fijó el precio de las pieles en Siberia, y mantuvo artificialmente bajo el precio de las pieles con el fin de obtener un mayor beneficio de las pieles vendidas en el extranjero. Todas las pieles locales fueron vendidas a la compañía estatal de pieles en Irkutsk o Tobolsk, dos de los mayores centros de comercio de pieles de Siberia. Una piel de zorro de primera clase fue vendida en el centro de comercio estatal en Irkutsk por 108 rublos - aproximadamente 18 $ en 1990. Esa misma piel se vendió en Anchorage, Alaska, por más de 150 dólares, o unos 4.779 rublos.
Hoy en día, la ropa de abrigo de pieles sigue siendo un signo de riqueza en todo el mundo, y los precios de esta clase de ropa de primera calidad siguen subiendo. El abrigo de marta, en particular, es un símbolo de estatus y es uno de los tipos de abrigos de piel más codiciados. Hay versiones americana y canadiense del abrigo de marta, pero la versión rusa es la más valiosa. Los precios del abrigo de piel de marta siberiana pueden costar alrededor de 100.000 dólares o 3.185.850 rublos. Se venden en muchas ciudades importantes de todo el mundo como París, Milán y Nueva York.

## Sociedades Comerciales

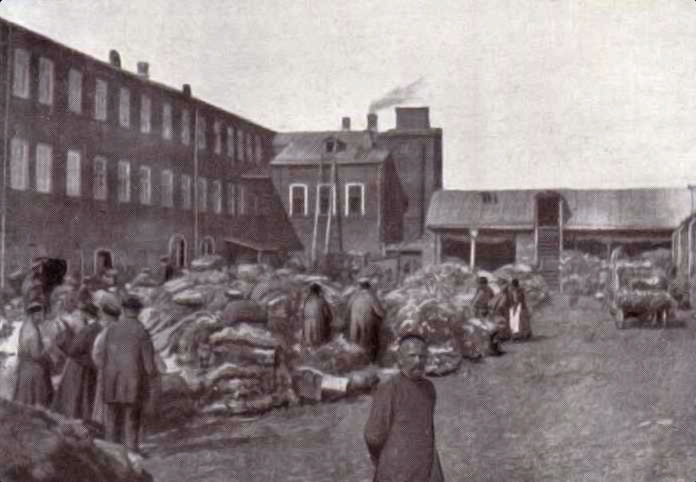
Mercado de pieles en Nizhny Novgorod.

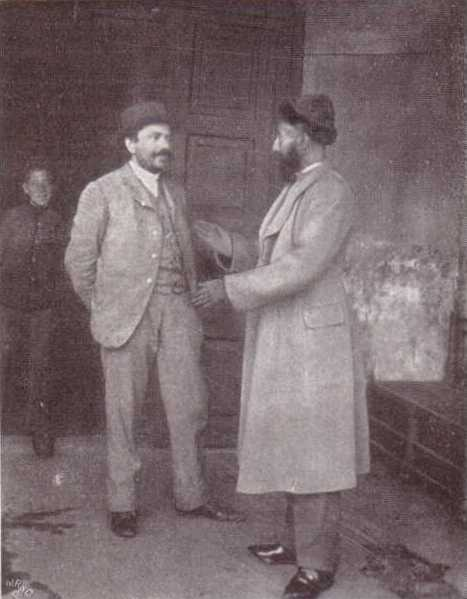
Comerciantes de pieles en Nizhny Novgorod

La piel siberiana se hizo muy popular en todo el mundo poco después de que comenzara el comercio de pieles siberianas en el siglo XVI. La mayor parte de este comercio de Siberia en los primeros siglos estaba controlado por exploradores y comerciantes rusos. También existían conexiones comerciales entre Siberia y otros territorios europeos y asiáticos. Había una gran demanda de pieles en Bizancio y Europa Occidental.
Las pieles también se comercializaban a China y Persia. A cambio, los comerciantes siberianos de pieles obtenían sedas y otros artículos de lujo de esos lugares, bienes que no eran comunes en Siberia y que, por lo tanto, tenían una gran demanda. Las pieles siberianas vendidas a China fueron una enorme fuente de ingresos durante el siglo XVIII, ya que se vendían en China hasta diez veces más de lo que lo harían localmente. Los compradores chinos compraban más de siete millones de pieles siberianas al año. Las pieles de ardilla preferidas por los chinos por su calidez, durabilidad y bajo costo relativo, fueron las que se hicieron más populares en las líneas de ropa de invierno chinas.
También se establecieron conexiones comerciales entre Siberia y Bujará, Jiva y otros importantes centros comerciales de las regiones islámicas de Asia Central. Los mercaderes de Bujará venían con frecuencia a las ciudades siberianas en busca de pieles.
Mientras los rusos viajaban a través del Pacífico, los norteamericanos fueron introducidos en el comercio de pieles. Las pieles siberianas fueron traídas a Alaska y comercializadas allí. Indirectamente, esto permitió a Siberia conectarse también con el Hemisferio Occidental y las Américas.
En el siglo XXI las pieles siberianas siguen siendo muy populares en el comercio internacional de pieles. Las pieles de la tundra siberiana septentrional se encuentran con frecuencia en subastas internacionales de pieles en todo el mundo y obtienen precios altos.  El comercio tiene importantes conexiones comerciales en Europa, Asia y América. Los tramperos siguen cazando pieles y la marta sigue siendo el más importante de los animales peleteros. Muchos pueblos indígenas de Siberia dependen totalmente de la captura como forma de vida.

## Beneficios
El comercio de pieles era social, económica y también físicamente beneficioso para Siberia. Los comerciantes de pieles trajeron nuevas personas a Siberia en busca de pieles, y estos tramperos, comerciantes y exploradores se conectaron con los nativos. Por ejemplo, los hombres rusos traídos a Siberia para el comercio de pieles a menudo se reunían y se casaban con mujeres nativas de allí. Los hombres que se asentaron en Siberia ayudaron a que la población siberiana creciera y se diversificara, ya que estos hombres aportarían su cultura y sus habilidades rusas a Siberia, y los siberianos también se beneficiaron de que sus pieles fueran las más codiciadas del mundo. A medida que el pelaje siberiano se hizo popular, Siberia comenzó a ser considerada más como un área llena de valiosos recursos naturales que como un área desolada. Finalmente, el comercio de pieles trajo productos que no son comunes en Siberia. Tales como armas, trabajos en metal, y sedas y especias exóticas.
El comercio de pieles de Siberia fomentaba la exploración y colonización de la masa terrestre siberiana. Los cazadores viajaban a través de las tundras, taigas y bosques en busca de animales, donde construían campamentos y fortalezas. Esta exploración y construcción de campamentos inició el desarrollo y la modernización de Siberia. Los rusos se expandieron rápidamente hacia Siberia, impulsados por la promesa de fortunas rápidas a través del comercio de pieles. Los cazadores, tramperos y comerciantes acudieron en masa a Siberia en una «Fiebre de la piel» similar a la Fiebre del Oro de California y Alaska en los Estados Unidos. La urbanización de varias de las principales ciudades siberianas se debe directamente a los ingresos y beneficios del comercio de pieles siberiano. Las ciudades de Tobolsk, Tomsk e Irkutsk se convirtieron en los principales centros urbanos de Siberia, debido principalmente a los ingresos generados por el comercio de pieles.
La piel siberiana también se convirtió en una gran parte de la cultura rusa. Por ejemplo, los equipos olímpicos soviéticos llevaban pieles en los Juegos Olímpicos como parte de sus uniformes.

## Consecuencias
El comercio de pieles de Siberia no fue completamente ventajoso y tuvo varias consecuencias negativas directas para Siberia. A principios del siglo XVIII, hubo una fuerte disminución en el número de animales peleteros en toda Siberia, ya que los tramperos y comerciantes recolectaban pieles sin pensar en el control de la población. Los cazadores cazaban en una zona hasta que la población animal quedaba diezmada y luego se trasladaban a otro coto de caza. En 1913 se prohibió la caza de martas para evitar la extinción de este animal.
Muchos animales han sido sacrificados para el comercio de pieles de Siberia, lo que ha tenido graves efectos negativos en la ecología siberiana. A mediados del siglo XIX, se mataban entre 10 y 15 millones de ardillas en Siberia cada año, además de decenas de miles de sabandijas, conejos, martas, zorros, martas, linces. La mayoría de estos animales son pequeños y una sola chaqueta requiere muchas pieles. Por ejemplo, se necesitan varios cientos de pieles de ardilla para hacer un abrigo de pelo. En Irkutsk, un importante centro de comercio de pieles, más de 150.000 pieles de marta, miles de zorros del Ártico y cientos de miles de ardillas pasaban por su aduana cada año. Los cazadores también llegaban a Siberia con la falsa imagen de Siberia como un desierto infinito que no podía ser agotado, y cazaban y mataban sin tener en cuenta la necesidad de mantener las poblaciones animales.

## Productos de piel
Las pieles siberianas se han utilizado para hacer una amplia gama de productos, siendo la ropa de piel la más común. La ropa hecha de piel siberiana incluye abrigos de diferentes longitudes, sombreros, guantes, mantones y botas.
El artículo de piel más popular que se vende en todo el mundo es el abrigo de piel. Los abrigos de piel de Siberia tienen una longitud que va desde la mitad hasta la totalidad, cayendo hasta las rodillas o el suelo. Los abrigos de piel pueden ser hechos de casi cualquier tipo de piel, pero los más valorados son las pieles que son suaves y fluyen suavemente alrededor del cuerpo. Por ejemplo, la piel de reno no se suele utilizar para abrigos porque tiende a ponerse rígida y rígida con el frío.
Los abrigos de marta siberiana son la ropa de piel más cara. Vienen en siete tonalidades diferentes dependiendo de la región de Siberia de la que se extrae el pelo y de la estación del año en la que se cazan las martas. El pelaje alto de la cabeza de la marta tiene el color más oscuro, un negro azulado oscuro que es el tipo más caro de pelaje de marta. La coloración normal de la cabeza es de marrón negruzco a azul oscuro. La mayoría de las pieles de marta son de color azul castaño claro en las raíces y arena amarilla en las puntas. Los abrigos de marta de Barguzinskiy se venden por unos 80.000 dólares (unos 2.550.280 rublos).
Los abrigos de ardilla siberiana son también muy populares en los mercados mundiales modernos. Las pieles azul-grisáceas son consideradas como el mejor tipo de piel de ardilla. Son suaves y livianas, pero este tipo de pieles también son frágiles. Los abrigos de ardilla siberiana son más baratos que los abrigos de marta, aunque los precios dependen de la calidad y el color.
Las pieles de turón y corsac (zorro), se utilizan para los abrigos, y la mejor calidad de piel de turón proviene de Siberia. El turón europeo, es un animal parecido al hurón, y el corsac es un tipo de zorro que también se encuentra en Siberia. Sin embargo, estas pieles son menos populares porque los zorros son comunes en prácticamente todos los países que comercian con pieles en el mundo.
El ushanka siberiano es un sombrero de piel completo, que consiste enteramente en pieles cálidas. Comúnmente está hecha de zorros negros, rojos, plateados, de sombra, azules, marrones, mapaches, martas o castores negros. Cubre la parte superior de la cabeza y desciende para cubrir también las orejas y la parte posterior de la cabeza. Este es el sombrero de piel más cálido disponible en el mercado mundial. Los precios dependen del tipo y la calidad de la piel, pero pueden llegar a costar hasta $650,00 (unos 20.721 rublos).
Las botas de piel también se encuentran en climas fríos. Las botas de piel de reno son populares tanto en Siberia como en todo el mundo. Como la mayoría de los productos de piel de Siberia, estas botas pueden ser extremadamente caras. Estas botas cuestan entre 330 y 400 dólares (unos 10.000 y 12.000 rublos) y un máximo de unos 630 dólares (unos 20.000 rublos), una versión de piel de reno de la bota valenki rusa. Las botas de piel también pueden estar hechas de una variedad de pieles diferentes, pero el reno es el más popular debido a sus propiedades aislantes. Otras pieles, como la marta, se consideran demasiado lujosas y hermosas para desperdiciarlas en calzado.
Los guantes de piel siberiana también se pueden hacer con una variedad de pieles diferentes. Los tipos de pieles más comunes utilizados para este producto son la de zorro, mapache, coyote y conejo, elegidos por su suavidad y calidez. Los precios pueden variar de $ 59.95 (aproximadamente 1911 rublos) a $ 449.95 (14,344 rublos) dependiendo del producto y la cantidad de pieles incluidas.